# La Berlière
La Berlière – miejscowość i gmina we Francji, w regionie Grand Est, w departamencie Ardeny.
Według danych na rok 1990 gminę zamieszkiwało 41 osób, a gęstość zaludnienia wynosiła 4 osób/km².